# Walheim (Haut-Rhin)
Walheim je francouzská obec v departementu Haut-Rhin v regionu Grand Est. V roce 2014 zde žilo 938 obyvatel.

## Poloha obce
Sousední obce jsou: Altkirch, Aspach, Emlingen, Luemschwiller, Tagolsheim a Wittersdorf.

## Vývoj počtu obyvatel
Počet obyvatel